# Mildred et Richard Loving
Pour les articles homonymes, voir Loving.
Compléments
Plaignants à l'origine de l'arrêt historique Loving v. Virginia rendu en 1967
Les Américains Mildred Delores Loving (22 juillet 1939 - 2 mai 2008) et Richard Perry Loving (29 octobre 1933 - 29 juin 1975) forment un couple marié, qui accède à la célébrité en tant que plaignant dans l'arrêt historique Loving v. Virginia rendu en 1967 par la Cour suprême des États-Unis, décision qui a annulé les lois sur l'interdiction des mariages interraciaux aux États-Unis.
Les Loving sont condamnés en Virginie au titre de l'infraction de « mariage interracial », interdit par la loi dans cet État. Avec l'aide de l'Union américaine pour les libertés civiles, ils ont porté l'affaire devant la Cour suprême. En 1967, celle-ci tranche en leur faveur et invalide les lois contre le métissage, en Virginie et sur l'ensemble du territoire, annonçant que ces législations sont anticonstitutionnelles et violent le quatorzième amendement.
Plusieurs chansons et films évoquent le parcours du couple Mildred et Richard Loving, notamment le film Loving, sorti en 2016.

## Premières années
Mildred Jeter est la fille de Musial (Byrd) Jeter et Theoliver Jeter. Elle naît puis grandit à Central Point (en) dans le comté de Caroline en Virginie. Son entourage la décrit comme paisible et modeste. Elle se définit comme Indienne et Rappahannock (en), mais sa lignée compte également des Cherokees, des Portugais et des Afro-Américains,. Toutefois, en général, elle est considérée comme une métisse amérindienne et afro-américaine,.
Richard Loving est le fils de Lola (Allen) Loving et Twillie Loving. Lui aussi naît et grandit à Central Point, où il travaille dans le bâtiment. Il est Blanc et son grand-père, T. P. Farmer, a combattu dans les rangs confédérés pendant la guerre de Sécession.
Même si le comté de Caroline en Virginie avait adopté les lois Jim Crow, Central Point constitue une communauté visiblement métissée depuis le XIXe siècle. Le père de Richard Loving a travaillé 25 ans au service des Noirs les plus aisés du comté. Les plus proches amis de Richard Loving étaient noirs, y compris le frère aîné de Mildred Loving. Richard Loving déclare : « cette communauté n'est pas très large. Quelques Blancs, quelques Noirs. En grandissant, on s'entraidait. On s'est mélangés depuis le début et on a continué à le faire » .
Lorsqu'ils se rencontrent pour la première fois, Mildred a 11 ans et Richard 17. Il est alors un ami de la famille puis, après quelques années, tous deux commencent une relation. En juin 1958, ils décident de se marier et se rendent à Washington pour célébrer l'évènement. À cette époque, le mariage interracial est interdit en Virginie par le Racial Integrity Act de 1924. Plus tard, Mildred Loving a déclaré qu'elle n'avait pas conscience que leur mariage était illégal en Virginie mais elle a cru ensuite que son époux était au courant.
Après leur mariage, les Loving rentrent chez eux à Central Point. Ils sont arrêtés de nuit par le shérif du comté, qui avait été informé par une personne anonyme, puis ils sont accusés de « cohabiter comme mari et femme, à l'encontre de la paix et de la dignité du Commonwealth ». Ils plaident coupable et sont condamnés, par la Caroline County Circuit Court le 6 janvier 1959, à une peine d'un an de prison, assortie d'un sursis pendant 25 ans à condition qu'ils quittent l'État. Ils déménagent dans le district de Columbia.
En 1964, mécontents de leur impossibilité à voyager ensemble pour voir leur famille en Virginie, de leur isolement social et de leurs difficultés financières à Washington, ils préparent une plainte pour casser le jugement qui les a frappés, dans l'objectif de rentrer chez eux.

## Jugement de la Cour suprême
En 1964, Mildred Loving écrit une requête formelle à Robert F. Kennedy, alors procureur général des États-Unis. Kennedy la met en contact avec l'Union américaine pour les libertés civiles (UALC).
L'UALC initie une procédure, au nom des Loving, pour casser le jugement de 1959 et supprimer leur condamnation au motif que la loi de Virginie viole le quatorzième amendement. Ainsi commence une série de procédures qui, finalement, aboutissent à la Cour suprême des États-Unis. Le 28 octobre 1964, alors que leur cas était encore en examen, les Loving entament un recours collectif contre la Cour de district des États-Unis. Le 22 janvier 1965, la Cour de district autorise les Loving à soutenir leurs requêtes en constitutionnalité devant la Virginia Supreme Court of Appeals. Le juge de la Virginia Supreme Court, Harry Lee Carrico (en) répond que la Cour soutient la constitutionnalité des lois contre le métissage et confirme les condamnations.
Les Loving et l'UALC font appel de cette décision auprès de la Cour suprême. Le couple Loving n'est pas présent lors des plaidoiries mais son avocat, Bernard S. Cohen (en), transmet un message de Richard Loving à la Cour : « Dites à la Cour que j'aime mon épouse et qu'il est simplement injuste que je ne puisse pas vivre auprès d'elle en Virginie ». Le 12 juin 1967, la Cour émet à l'unanimité un jugement en faveur des Loving. La Cour annule leurs condamnations et rejette l'argument de l'État de Virginie, qui soutenait que sa législation n'est pas discriminatoire puisqu'elle s'applique à l'identique aux Blancs comme aux Noirs. La Cour suprême juge que les lois contre le métissage vont à l'encontre à la fois du droit à un procès équitable et de la clause de protection égale qui figure dans le quatorzième amendement. Après l'annonce de la Cour, le couple Loving retourne en Virginie.

## Vie après le jugement
Mildred et Richard Loving ont trois enfants. Après le jugement de la Cour suprême en 1967, ils retournent s'installer à Central Point, où Richard bâtit une maison pour sa famille.
Mildred Loving déclare soutenir le droit de chacun à se marier avec la personne de son choix. En 1965, alors qu'elle attend le jugement, elle déclare au journal Washington Evening Star : « nous nous aimions et nous nous sommes mariés. Nous n'épousons pas l'État. La loi devrait autoriser une personne à épouser qui elle veut ». Le 12 juin 2007, lors du quarantième anniversaire du jugement Loving v. Virginia, Mildred Loving exprime sa conviction que toute personne américaine devrait pouvoir épouser la personne de son choix, quelle que soit la race, le sexe ou l'orientation sexuelle .

## Décès

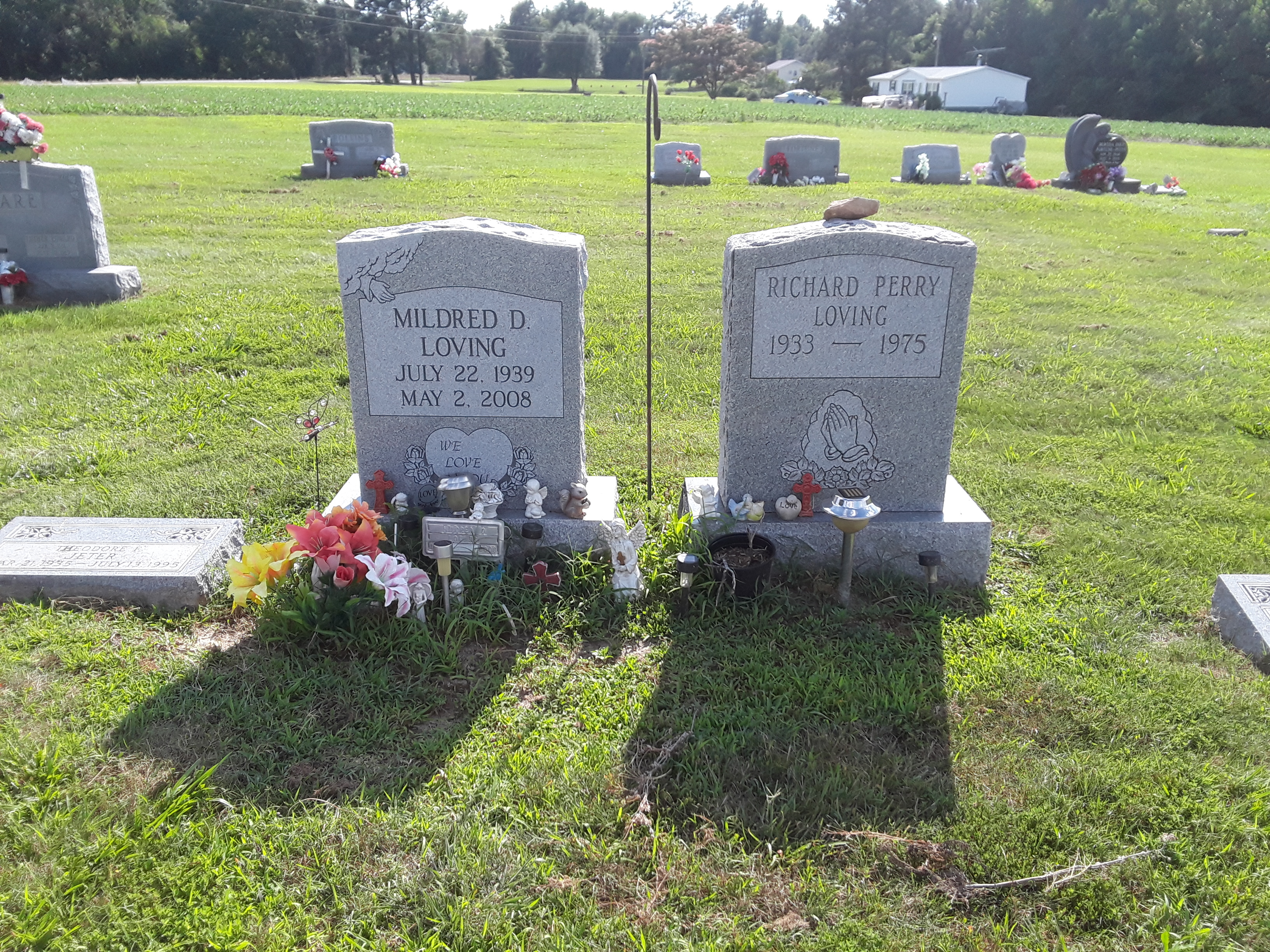
Les tombes de Mildred et Richard Loving

Le 29 juin 1975, un conducteur ivre emboutit la voiture des Loving  dans le comté de Caroline. Richard Loving meurt dans l'accident, à l'âge de 41 ans, tandis que Mildred perd son œil droit.
Le 2 mai 2008, à l'âge de 68 ans, Mildred Loving meurt d'une pneumonie à Milford (en). Peggy Fortune, la fille du couple, déclare : « j'aimerais [que les gens] voient [en mes parents] des personnes fortes et courageuses et, cependant, modestes, qui croyaient à l'amour ».

## Postérité
Aux États-Unis, le Loving Day (en) a lieu chaque année le 12 juin pour célébrer l'arrêt qui a mis fin aux lois interdisant les mariages interraciaux.
À partir de 2013, l'arrêt Loving v. Virginia est cité comme un précédent dans les décisions de la Cour fédérale face aux restrictions sur le mariage homosexuel aux États-Unis, pour soutenir que cette interdiction est anticonstitutionnelle, avis adopté par la Cour suprême dans sa décision Obergefell v. Hodges.
Le parcours du couple Mildred et Richard Loving est la base du film Loving, sorti en 2016.